# Preĝo sub la verda standardo
(Arnold Behrendt, Kongresa jubilea libro (1933))

La bandiera dell'esperanto, cui fa riferimento il titolo della poesia.

Preĝo sub la verda standardo (lett. "preghiera sotto la bandiera verde") è il titolo di una nota poesia in lingua esperanto composta dall'iniziatore della lingua, Ludwik Lejzer Zamenhof, nel 1905, in occasione del primo Congresso Universale di Esperanto che si svolse quell'anno a Boulogne-sur-Mer, in Francia. Zamenhof declamò la poesia in chiusura del suo discorso di fronte ai convenuti.
Nella poesia viene anticipato il passaggio dall'Hilelismo all'Homaranismo: Zamenhof infatti si rivolgeva a tutti i presenti, cristiani, ebrei e musulmani, invitandoli a superare ogni integralismo ed a riconoscere i valori comuni al di là dei differenti riti. Egli preferì, tuttavia, non recitare l'ultima strofa, che richiama la parabola dei tre anelli di Lessing, su insistenza dei suoi amici: era ancora forte l'antisemitismo legato al caso Dreyfus (Questa autocensura durerà per diverso tempo: anche nella prima raccolta di letteratura fondamentale in esperanto, la Fundamenta Krestomatio, non compare).
Il titolo della poesia è un chiaro riferimento alla bandiera dell'esperanto, il cui colore dominante è il verde. La bandiera, ideata dal gruppo esperantista di Boulogne-sur-Mer, fu adottata durante lo stesso congresso del 1905 come simbolo universale dell'esperantismo.
Per la sua notevole carica emotiva, l'opera è ritenuta a tutt'oggi uno degli esempi più limpidi di poesia in esperanto. Per i suoi contenuti fortemente programmatici, essa è universalmente riconosciuta come una summa degli ideali del primo movimento esperantista, e in quanto tale parte fondante della storia dell'esperanto di inizio Novecento.

## Struttura
La poesia si compone di sei strofe di otto versi ciascuna, all'interno delle quali si susseguono un dodecasillabo, un novenario, un dodecasillabo, un novenario, tre dodecasillabi e un senario (un emistichio di dodecasillabo). Tutti i versi terminano con una parola piana.

### Quinta strofa
La quinta strofa è quella che più di ogni altra esprime la carica emotiva del componimento. In apertura è citata, per la prima volta, la bandiera dell'esperanto, il cui ruolo centrale nella poesia è sottolineato dal richiamo presente nel titolo stesso.
La paratassi dei versi n. 5-8 accelera il ritmo, rendendo l'impressione della caduta tumultuosa e inarrestabile dei muri e dell'avvento del regno di "amo kaj vero" ("amore e verità"); diversi verbi sono caratterizzati dal prefisso incoativo ek- ("iniziare a..."), che evidenzia la rapidità dei cambiamenti descritti.

### Sesta strofa
La sesta ed ultima strofa muove dalla carica emotiva e ritmica espressa dalla precedente per reiterare più volte un energico invito all'azione, sottolineato dalla ripetizione (due volte) del termine "antaŭen!" ("avanti!"). Di nuovo Zamenhof utilizza la metafora della guerra per descrivere l'offensiva a cui sono chiamati gli esperantisti ("pacaj armiloj", "armi di pace").
L'emistichio finale riassume in sé l'intero significato della strofa, esortando gli esperantisti a portare avanti con ostinazione e "senfine" (senza fine) le istanze del movimento esperantista.